# Emma Ihrer
Emma Ihrer, född 1857, död 1911, var en tysk feminist och fackföreningsaktivist. 
Hon är känd för sin verksamhet för kvinnors rättigheter i arbetslivet, och grundade 1885 Verein zur Wahrung der Interessen der Arbeiterinnen.